# 班克斯鎮區 (費耶特縣)
班克斯鎮區（Banks Township），美国艾奥瓦州费耶特县的一个鎮區，总面积94.61平方公里，总人口326（2010年美国人口普查）。